# 東屋Meme
東屋Meme（日語：東屋 めめ，4月15日—），日本漫畫家。出身於愛媛縣。女性。代表作是《直笛與背包》。2022年現在，主要在竹書房與雙葉社執筆4格漫畫。

## 來歷
漫畫家出道前一面在廣告設計一面持續投稿至竹書房，並獲得第12屆竹書房漫畫新人獎之鼓勵獎。2006年，以《請和我下契約吧！》刊登在《漫畫人生原創》6月號（竹書房）首次亮相。2008年，開始在竹書房《漫畫俱樂部原創》2月號連載《直笛與背包》。該作品在2012年1月、同年4月、2013年7月多次電視動畫化。
2013年，從《Manga Town》（雙葉社）2月號開始連載描以繪戰國時代公主與男高中生的。2016年3月，從《Manga Time Original》（芳文社）5月號開始連載以繪畫教室老師與住宿少女的《Cosplay老師的繪畫課》。同年5月，從《Manga Town》6月號開始連載以店鋪為背景的夫婦喜劇《幾乎是商店》，2018年同樣從《Manga Town》2月號開始連載描述價值觀模糊的女大學生《小春同學是不是不合適？》。

## 作品列表

### 漫畫作品
- 請和我下契約吧！（日语：ご契約ください!）（《漫畫生活原創（日语：まんがライフオリジナル）》2006年6月號、11月號－2011年4月號，竹書房，全3冊）
- 直笛與背包（《漫畫俱樂部原創（日语：まんがくらぶオリジナル）》2008年2月號－2014年12月號（休刊號[12]）→《漫畫俱樂部（日语：まんがくらぶ）》2015年2月號[13]－2020年5月號→《漫畫生活（日语：まんがライフ）》2020年6月號－2022年9月號[14]、《漫畫生活原創》2011年5月號－連載中、《漫畫生活STORIA（日语：まんがライフSTORIA）》Vol.1[15]－，竹書房，已出版21冊（截至2024年1月））青文出版社
- Magu♠Bug（《漫畫生活MOMO（日语：まんがライフMOMO）》，竹書房）－單數月連載
- （《漫畫生活WIN（日语：まんがライフWIN）》2009年4月27日[16]－，livedoor、竹書房）－特別系列[16]
- 突擊隊 Violentia部（日语：突撃奉仕 暴ランティア部）（《漫畫生活WIN》[17]，livedoor、竹書房，全3冊）
- Sweet Room？（日语：すいーとるーむ?）（《Manga Time（日语：まんがタイム）》2007年1月號－2013年3月號，芳文社，全6冊）
- 這不是秘書的工作（《Manga Time》[18]2013年5月號－2018年2月號[19]，芳文社，全4冊）
- L16 -Lady Sixteen-（《Manga Time Original（日语：まんがタイムオリジナル）》2006年3月號、4月號－2010年1月號，芳文社，全2冊）
- 滿開！Sister（日语：満開! Sister）（《Manga Time Original》2010年4月號－2015年2月號，芳文社，全4冊）
- 偽裝少年（《Manga Town（日语：まんがタウン）》2010年8月號、12月號嘉賓、2011年6月號－2012年12月號，雙葉社，全1冊）
- （《Manga Town》2013年2月號[8]－2016年3月號，雙葉社，全2冊）
- 偽親子四格－於自身個人網站發布，之後經過修正由竹書房出版單行本[20]。《漫畫生活精選親子特輯》嘉賓發表[21]。
- Cosplay老師的繪畫課（《Manga Time Original》2016年5月號[9]－，芳文社，已出版1冊）
- 幾乎是商店（《Manga Town》2016年6月號[10]－2017年10月號[22]，雙葉社，全1冊）
- 小春同學是不是不合適？（《Manga Town》2018年2月號[11]－2019年，雙葉社，全1冊）
- 蜜虎並不可怕！（《Manga Time》2018年6月號－2020年12月號[23]，芳文社）
- 成為異世界的貓（《Manga Town》2020年10月號、2021年3月號－5月號，2022年1月號－，雙葉社）－嘉賓

### 選集
- 《渣和無用第二次改革 漫畫選集》（2010年12月7日發行[24]，竹書房）－插圖[24]

### 其它
- 《有閑美和（日语：有閑みわさん）》致敬（《有閑美和》第5冊收錄[25]）
- 《糊塗老爹（日语：おとぼけ課長）》致敬漫畫（《Manga Time》2011年6月號[26]）
- 《Manga Time Original（日语：まんがタイムオリジナル）》30週年企劃（《Manga Time Original》2012年8月號[27]）－插畫家投稿[27]
- 《老師的時間》第12冊特裝版小冊子（2013年7月發行[28]）－信息和插圖[28]
- 《Manga Time（日语：まんがタイム）》創刊400號（《Manga Time》2014年2月號[29]）－評論投稿[29]
- 生原精選輯 ～致敬SP～（《漫畫生活原創（日语：まんがライフオリジナル）》2015年4月號特別企劃[30]）－的致敬發表[30]
- 致敬 of 暖暖日記（《漫畫俱樂部（日语：まんがくらぶ）》2015年8月號[31]）－《暖暖日記》4格漫畫發表[31]，後在《漫畫生活精選暖暖日記增刊號》再發表[32]。
- 夏季4格漫畫 ～角色祭典～（《Manga Time》2016年8月號[33]）－「4格漫畫首次亮相回顧」內容的隨筆[33]
- 《BATSU×ICHI（日语：ばつ×いち）》之「客座作家思考喫茶店新制服企劃」（《漫畫生活Rui Ohashi特輯》[34]，2016年）－新繪製插圖的投稿[34]
- （《Manga Town》2022年7月號）－漫畫隨筆

## 外部連結
- 東屋Meme的X（前Twitter） （日語）
- 蛸壺堂 （日語）－東屋Meme的官方個人網站。
- （日語） []